# Provincia di Olbia-Tempio
La provincia di Olbia-Tempio (pruìncia di Tarranóa-Tèmpiu in gallurese, provìntzia de Terranòa-Tèmpiu in sardo) è stata una provincia italiana della Sardegna, istituita nel 2001 e attiva tra il 2005 e il 2016. Affacciata a nord sulle bocche di Bonifacio, e a est sul mar Tirreno, confinava a ovest con la provincia di Sassari e a sud con la provincia di Nuoro.
Contava complessivamente 26 comuni e si estendeva per 3397 km² (il 14,1% del territorio sardo), tornati successivamente alla provincia di Sassari. Era una delle 6 province italiane con capoluogo condiviso tra 2 o più città.
È stata formalmente soppressa dal 2016 e operativamente sostituita dalla Zona Omogenea di Olbia-Tempio per garantire - attraverso la permanenza delle sedi di Olbia e Tempio Pausania - l'esercizio autonomo delle funzioni provinciali e l'erogazione dei relativi servizi, sia pure nell'ambito della provincia di Sassari. Con la riforma delle suddivisioni amministrative sarde del 2021 un ente intermedio di questo territorio è in via di re-istituzione col nome di provincia della Gallura Nord-Est Sardegna.

## Geografia fisica

### Territorio

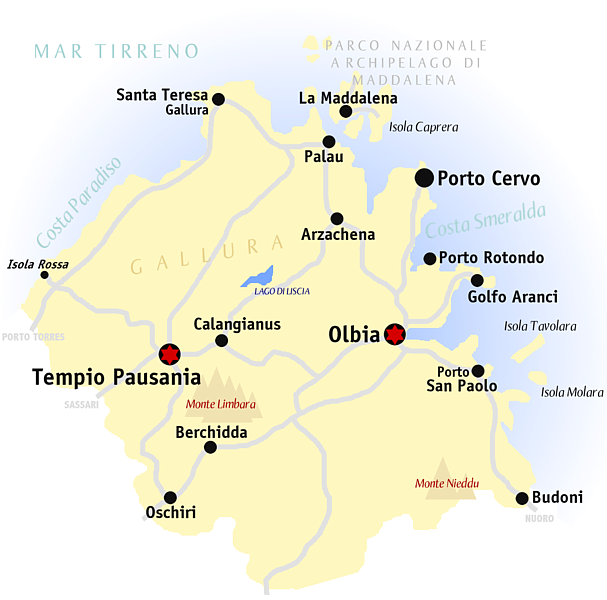
Territorio della provincia

Il territorio provinciale comprendeva la regione storica della Gallura (con eccezione del comune di Viddalba, rimasto in provincia di Sassari), inclusa la costa nord-orientale della Sardegna (tra cui la Costa Smeralda), l'Arcipelago della Maddalena. Erano inoltre comprese nella provincia la parte settentrionale della regione storica del Montacuto, una piccola parte delle Baronie e il versante orientale del lago del Coghinas.
Del territorio provinciale facevano parte 9 Sistemi Locali del Lavoro, secondo la classificazione operata dall'ISTAT sulla base del censimento dell'anno 2001:
- Olbia (63000 ab., include Olbia, Golfo Aranci, Loiri-Porto San Paolo, Padru, Telti, Monti, Su Canale, Berchidda, Oschiri);
- Tempio Pausania (21500 ab., include Tempio Pausania, Aggius e Bortigiadas, nonché - nella Provincia di Sassari - Perfugas, Erula, Martis e Laerru);
- Calangianus (7300 ab., include Calangianus e Luras);
- La Maddalena (14800 ab., include La Maddalena e Palau);
- Santa Teresa Gallura (5400 ab., include Santa Teresa Gallura e Aglientu);
- Arzachena (16000 ab., include Arzachena, Luogosanto e Sant'Antonio di Gallura);
- Valledoria (10800 ab., include Trinità d'Agultu e Vignola e Badesi, nonché - nella Provincia di Sassari - Valledoria, Viddalba e Santa Maria Coghinas);
- San Teodoro (9800 ab., include San Teodoro e Budoni, nonché - nella Provincia di Nuoro - Torpè);
- Buddusò (6400 ab., include Buddusò e Alà dei Sardi, nonché - nella Provincia di Nuoro - Osidda).

Nel territorio della provincia erano all'epoca delimitate una Unione di Comuni e una Comunità Montana:
- Unione dei Comuni "Alta Gallura" (costituita dai comuni di Tempio Pausania, Aggius, Aglientu, Badesi, Bortigiadas, Calangianus, Luras, Luogosanto, Santa Teresa Gallura e Trinità d'Agultu e Vignola)
- Comunità Montana del "Monte Acuto" (costituita dai comuni di Alà dei Sardi, Berchidda, Buddusò, Monti, Oschiri e Padru).

## Istituzione province sarde del 2001
In seguito alla legge regionale n. 9 del 2001 e successive integrazioni fu effettuata una nuova ripartizione del territorio della Regione Autonoma della Sardegna, che portò il numero delle province da quattro a otto. Le modifiche hanno assunto piena operatività a partire dal maggio 2005, quando si sono svolte le elezioni per rinnovare tutti i Consigli provinciali.
La Provincia di Olbia-Tempio fu costituita da:
- 24 comuni provenienti dalla Provincia di Sassari,
- 2 comuni provenienti dalla Provincia di Nuoro.

### Scelta del doppio capoluogo

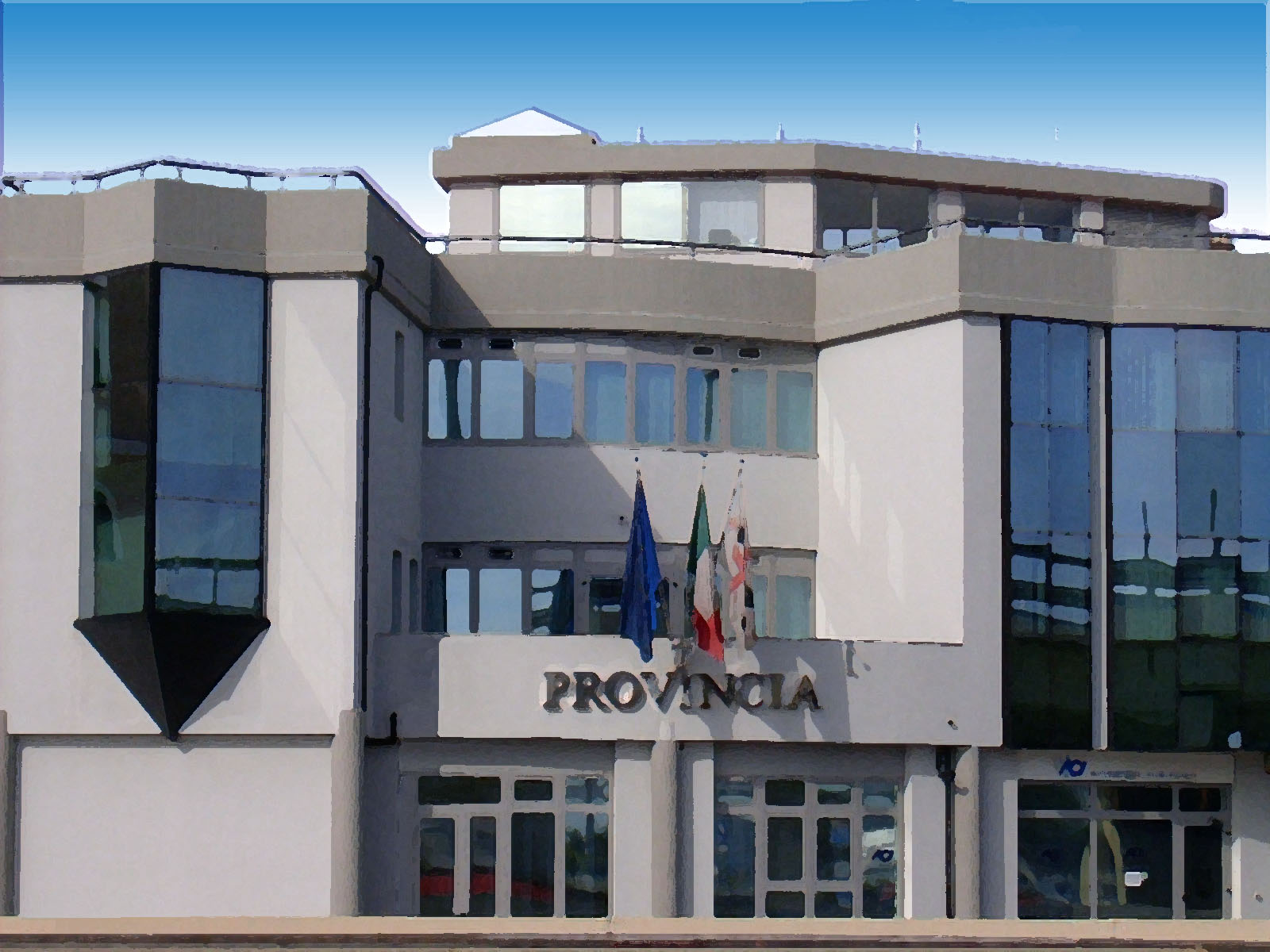
Palazzo della Provincia Olbia-Tempio sede di Olbia in via Nanni.

La formalizzazione della scelta dei capoluoghi definitivi, già annunciata per il mese di febbraio 2006 ma più volte rimandata per le divisioni in seno al consiglio provinciale, è stata assunta con Deliberazione Statutaria il 31 agosto 2006.
Dalla seduta del 17 febbraio 2006 il Consiglio provinciale si era infatti trasversalmente diviso sul tema della scelta del capoluogo definitivo, con 12 consiglieri favorevoli alla conferma del modello del doppio capoluogo (Olbia e Tempio Pausania) e altri 12 per l'indicazione del capoluogo unico (Olbia). Di fatto la diatriba sul capoluogo ha in parte paralizzato l'attività della neonata provincia, sino alla scelta definitiva ad agosto 2006.
Il 31 agosto 2006, a seguito di un accordo, il Consiglio Provinciale ha approvato con 18 voti favorevoli (e quindi con maggioranza qualificata superiore ai 2/3 prevista dalla legge istitutiva) la modifica dello Statuto dell'Ente, che attribuisce la qualifica di capoluogo ai comuni di Olbia (sede legale e principale, sede della Giunta provinciale e delle commissioni, sede condivisa della Presidenza, sede condivisa del Consiglio Provinciale) e di Tempio Pausania (sede condivisa del Consiglio Provinciale e sede condivisa della Presidenza dell'Ente). Gli organi della Provincia, per una loro maggiore funzionalità, efficienza ed economicità, opereranno con i propri organismi consiliari e articolazioni, presso la sede legale dell'Ente, a Olbia. Il tutto, ferma restando, allo stato attuale, la distribuzione degli uffici già presenti nei due comuni e la ripartizione, eventuale, degli uffici di nuova istituzione.
La sede provvisoria degli uffici, in attesa della formalizzazione della scelta del capoluogo o dei capoluoghi da parte del Consiglio Provinciale, era stata istituita a Olbia (nella ex sede della Comunità Montana in via Alessandro Nanni) mentre a Tempio Pausania (nell'ex Convento degli Scolopi in piazza del Carmine, era stata allestita una sede (la sede definitiva sarà nel palazzo Pes di Villamarina), in attesa che il consiglio provinciale si pronunciasse in merito al capoluogo o ai capoluoghi. La prima riunione del Consiglio Provinciale si era tenuta a La Maddalena mentre le riunioni ordinarie della Giunta e del Consiglio si tenevano a Olbia, dove aveva sede anche la presidenza; il consiglio provinciale si è riunito il 6 giugno 2006 anche a Tempio anche se ordinariamente si riunisce nella sede di via Nanni a Olbia.
L'ipotesi del doppio capoluogo prevedeva un modello basato sulla pari visibilità tra Alta e Bassa Gallura, con la suddivisione degli organi provinciali tra Olbia e Tempio Pausania nonché razionale distribuzione dei nuovi uffici e degli assessorati provinciali tra i due centri, ipotesi tramontata con l'insediamento della giunta a Olbia. Compito dei consiglieri era quello di trovare la soluzione più equa al fine di distribuire i nuovi servizi sul territorio.
D'altro canto Olbia, motore economico della Gallura, rivendicava la sede in virtù della sua maggiore dimensione demografica ed economica, al servizio di un maggior numero di cittadini in base al principio che gli uffici vanno dove c'è la popolazione, nonché del risarcimento di tanti servizi, della sede del tribunale e di uffici statali e regionali, per anni storicamente insediati a Tempio, i cui collegamenti stradali e pubblici presentano notevoli problematicità.
Il tutto ferme restando le dislocazioni degli uffici statali e regionali già presenti a Olbia (ASL, Agenzia delle entrate, INPS, INAIL, comandi superiori delle forze dell'ordine, Capitaneria di porto) e Tempio (Tribunale, Casa Circondariale, Agenzia delle Entrate e del Territorio, INPS, Servizio Demanio e Patrimonio, ERSAT, Corpo Forestale) sui quali la Provincia non ha alcuna competenza. La sede del Sistema Turistico Locale (STL) "Gallura-Costa Smeralda" dovrebbe essere ad Arzachena (sede provvisoria a Olbia).
Secondo la Legge Regionale la decisione richiedeva i 2/3 dei voti dei consiglieri.
La deliberazione definitiva della scelta dei capoluoghi e sugli organi e uffici da insediare nelle rispettive città era pertanto stata rimandata a data da definirsi. A seguito di una potenziale crisi della giunta, i rappresentanti della maggioranza sembravano comunque aver trovato un accordo di massima con la scelta di un'opzione che da un lato prevedeva il doppio capoluogo e dall'altro prevedeva che l'"equa distribuzione delle sedi" dei nuovi uffici provinciali, regionali e eventualmente statali tra le due città venisse effettuata tenendo conto della necessità di privilegiare Olbia al fine di riequilibrare la situazione che vede attualmente Tempio favorita nella distribuzione degli uffici regionali e statali.
L'accordo trovato dopo lunghe diatribe non risolve comunque totalmente i problemi della neonata provincia (da un lato crea l'inedito artificio delle sedi alternate per gli organi provinciali della Presidenza e del Consiglio e dall'altro in un risveglio a funzionalità/efficienza/economicità provvede alla concentrazione di organi e uffici nella sede di Olbia, senza offrire garanzie sull'insediamento di nuovi uffici operativi e sul ruolo effettivo della città di Tempio, alla quale pur attribuisce la qualifica di capoluogo), anche se si tratta di un primo passo verso il consolidamento dell'Ente. La Provincia di Olbia-Tempio era l'unica tra le quattro di nuova istituzione regionale a non aver ancora provveduto alla formalizzazione dei capoluoghi definitivi (anche le rimanenti tre avevano tutte optato per la formula del doppio capoluogo).

### Ripartizione degli uffici statali e regionali
Per quanto concerne l'istituzione di uffici statali di rango provinciale, l'INPS (già presente con le agenzie di produzione di Olbia e Tempio) ha annunciato l'intenzione di inaugurare una sede provinciale, anche se tuttora la direzione provinciale resta a Sassari, e il Ministero dell'interno l'istituzione di una Questura a Olbia, mentre sono stati elevati al rango di reparti territoriali le Compagnie dei carabinieri e Guardia di finanza. L'ACI ha aperto a Olbia uno sportello decentrato del Pubblico registro automobilistico (PRA) (anche al fine di consentire la distribuzione della quota di competenza dell'IPT e della percentuale provinciale dovuta sui premi delle assicurazioni RC-auto). Altri organi già con sede a Sassari (Confcommercio, Ordine degli architetti, Cassa edile, ecc.) hanno assunto la doppia denominazione nelle more di una decisione sull'istituzione dei nuovi uffici locali.
Con D.P.R. 11 settembre 2008, n. 161 (pubblicato sulla Gazzetta Ufficiale n. 248 del 22 ottobre 2008) è stata istituita la Direzione Marittima di Olbia, non si hanno invece notizie per l'eventuale istituzione dell'Ufficio territoriale del governo (Prefettura) e della Motorizzazione civile, i quali rientrano nella discrezionalità dello Stato.
Il Dipartimento funzione pubblica della Presidenza del Consiglio dei ministri e il Ministero dell'economia e delle finanze, con circolare prot. 2006/189860 del dicembre 2006, hanno comunicato di aver definito la sigla di identificazione della Provincia in OT (acronimo di Olbia-Tempio), anche ai fini dell'immatricolazione automobilistica, confermando la sigla provvisoria già precedentemente assunta in diversi documenti e tabelle ufficiali emessi dallo Stato (Ministero dell'interno, Agenzia delle dogane, CIPE, ecc.).
Questo codice è stato formalmente approvato con D.P.R. n. 89/2008 del 4 aprile 2008 (pubblicato nella Gazzetta Ufficiale del n. 119 del 22 maggio 2008), con cui sono state definite le sigle per le nuove province della Sardegna, mentre la sigla postale OT è stata recepita nell'ambito della revisione generale dei CAP operativa dal 20 settembre 2006, pur mantenendo provvisoriamente invariati i codici postali sia dei capoluoghi sia del territorio della nuova provincia.
Degli uffici regionali con rango provinciale, il Servizio demanio e patrimonio e il Servizio enti locali hanno sede a Tempio Pausania, mentre l'Ente foreste della Sardegna e l'ARGEA (ex ERSAT) oltre alla sede territoriale di Tempio hanno sportelli decentrati a Olbia. La ASL, il distretto n. 7 di Abbanoa (servizio idrico integrato della Sardegna) hanno sede a Olbia. Per quanto riguarda l'AREA (Azienda regionale edilizia abitativa), è presente con un distaccamento a Olbia, mentre sono stati istituiti gli uffici provinciali del Servizio tutela del paesaggio e del Genio civile che, al momento, hanno sede provvisoria a Sassari. Il Centro servizi amministrativi (CSA) dell'Ufficio scolastico regionale (ex Provveditorato agli studi) mantiene i propri uffici a Sassari.

## Storia
Nella seconda metà del Novecento si sono accentuate le rivendicazioni per l'autonomia del territorio della Gallura dalla provincia di Sassari (la più estesa d'Italia), anche a seguito dell'enorme sviluppo turistico ed economico della costa gallurese e al conseguente maggior ruolo territoriale svolto dalla città di Olbia, ma ogni istanza in tal senso si è sempre arenata di fronte alla difficoltà nella scelta del capoluogo tra Olbia (principale centro economico e maggiore città del nord-est della Sardegna) e Tempio Pausania (già sede di numerosi uffici statali e regionali, storicamente il centro più importante della Gallura). Tempio Pausania è rimasta nel corso degli anni sede di Tribunale e altri uffici pubblici statali e regionali (comitato circoscrizionale di controllo) mentre la ASL ha insediato la sua sede a Olbia.
La situazione è stata risolta alla fine degli anni novanta con la scelta di una soluzione che comportasse la doppia denominazione dell'ente proposto ed eventualmente il doppio capoluogo (Olbia-Tempio). Nel 2001 con legge regionale la Regione Autonoma della Sardegna (che ha ampie competenze esclusive in materia amministrativa) ha istituito insieme con tre altre province (Carbonia-Iglesias, Ogliastra e Medio Campidano) la provincia di Olbia-Tempio che è divenuta operativa nel maggio del 2005 staccandosi da quella di Sassari (e per parte minore da quella di Nuoro).
Il 6 maggio 2012 la soppressione della provincia, insieme con altre materie, viene messa al voto in un referendum regionale. In seguito al progetto di abolizione o riforma delle province in Sardegna approvato dal Consiglio Regionale il 24 maggio 2012, aveva avvio l'iter di dismissione dell'ente, che con la legge regionale n. 15 del 28 giugno 2013 veniva commissariato a partire dal 1º luglio 2013. Con l'approvazione della legge regionale n. 2 del 4 febbraio 2016 veniva ufficialmente stabilita la fine dell'ente, concretizzatasi il 20 aprile successivo col ritorno del territorio amministrato dall'ente alla provincia di Sassari.

### Simboli
Il 20 dicembre 2007 il Consiglio Provinciale approvò il nuovo simbolo da inserire nel gonfalone dell'Ente, successivamente modificato il 3 aprile 2008 a seguito delle osservazioni giunte dall'Ufficio Araldica del Consiglio dei ministri ed infine concesso con D.P.R. del 30 ottobre 2008.
Il gonfalone è un drappo di colore bianco con le parti metalliche in oro.
Con tutta evidenza la figura del gallo ricorda l'antico giudicato di Gallura, la torre è un richiamo stilizzato a molte armi della nuova provincia e all'arme particolare di Olbia.
Gli smalti di rosso e d'azzurro del 2º e 3º campo riprendono i colori dell'originaria Provincia madre di Sassari.
Dal 2005 al 2007 la Provincia ha utilizzato negli atti uno stemma provvisorio che presentava disposti orizzontalmente lo stemma della città di Olbia, quello della Regione Sardegna e quello della città di Tempio Pausania. Tale stemma non era conforme alle norme araldiche ed è stato sostituito dal nuovo simbolo.

## Amministrazione
| Periodo        | Periodo        | Presidente               | Partito                                           | Carica                     | Note |
| -------------- | -------------- | ------------------------ | ------------------------------------------------- | -------------------------- | ---- |
| 9 maggio 2005  | 31 maggio 2010 | Anna Pietrina Murrighile | Progetto Sardegna, in seguito Partito Democratico | Presidente della Provincia |      |
| 31 maggio 2010 | 1º luglio 2013 | Fedele Sanciu            | Popolo delle Libertà                              | Presidente della Provincia |      |
| 1º luglio 2013 | 30 aprile 2014 | Francesco Pirari         | -                                                 | Commissario regionale      |      |
| 30 aprile 2014 | 20 aprile 2016 | Giovanni Antonio Carta   | -                                                 | Commissario straordinario  |      |

## Comuni
I 26 comuni assegnati a questa provincia dalla L.R. n. 9 del 12/7/2001 erano:
- Provenienti dalla Provincia di Sassari n. 23+1: Aggius, Aglientu, Alà dei Sardi, Arzachena, Berchidda, Bortigiadas, Buddusò, Calangianus, Golfo Aranci, La Maddalena, Loiri Porto San Paolo, Luogosanto, Luras, Monti, Olbia, Oschiri, Padru, Palau, Sant'Antonio di Gallura, Santa Teresa Gallura, Telti, Tempio Pausania, Trinità d'Agultu e Vignola
- Provenienti dalla Provincia di Nuoro n. 2: Budoni, San Teodoro.

Con L.R. n. 10 del 13/10/2003 era stato assegnato a questa provincia anche il Comune di Badesi scorporandolo dalla Provincia di Sassari.
Lo scorporo dalla Provincia di Sassari e dalla Provincia di Nuoro, è avvenuto con le elezioni dell'8/9 e del 22/23 maggio 2005, con le quali la nuova provincia è diventata operativa.
Con la soppressione della provincia, tutti i comuni furono riassorbiti da Sassari, compresi i due comuni già nuoresi.
Appartenevano alla provincia di Olbia-Tempio i seguenti 26 comuni:
- Aggius
- Aglientu
- Alà dei Sardi
- Arzachena
- Badesi
- Berchidda
- Bortigiadas
- Buddusò
- Budoni
- Calangianus
- Golfo Aranci
- La Maddalena
- Loiri Porto San Paolo
- Luogosanto
- Luras
- Monti
- Olbia
- Oschiri
- Padru
- Palau
- San Teodoro
- Sant'Antonio di Gallura
- Santa Teresa Gallura
- Telti
- Tempio Pausania
- Trinità d'Agultu e Vignola